# Helicella
Genre
Helicella est un genre d'escargots à coquille spiralée et plate. Sa corpulence lui permet de se glisser entre les branches d'arbre sans trop de difficultés. Cette dernière lui offre également un camouflage idéal, dans son environnement. On pourrait considérer l'Helicella comme un genre d’escargots exotiques, mais il n'en est rien.

## Liste des espèces

### SelonITIS&ADW
- Helicella obvia Menke, 1828

Selon NCBI (26 février 2024) :
- Helicella candoni
- Helicella iberica
- Helicella itala Linnaeus, 1758
- Helicella ordunensis
- Helicella orzai
- Helicella stiparum

### SelonFaEu&IUCN
- Helicella bolenensis Locard, 1882
- Helicella cistorum Morelet, 1845
- Helicella iberica Rambur, 1869
- Helicella itala Linnaeus, 1758
- Helicella juglans Gittenberger, 1991
- Helicella nubigena De Saulcy, 1852
- Helicella ordunensis Kobelt, 1883
- Helicella orzai Gittenberger & Manga, 1981
- Helicella sabulivaga Mabille, 1881
- Helicella stiparum Rossmassler, 1854
- Helicella striatitala Prieto, 1985
- Helicella valdeona Gittenberger & Manga, 1977